# Justizvollzugsanstalt Neunkirchen

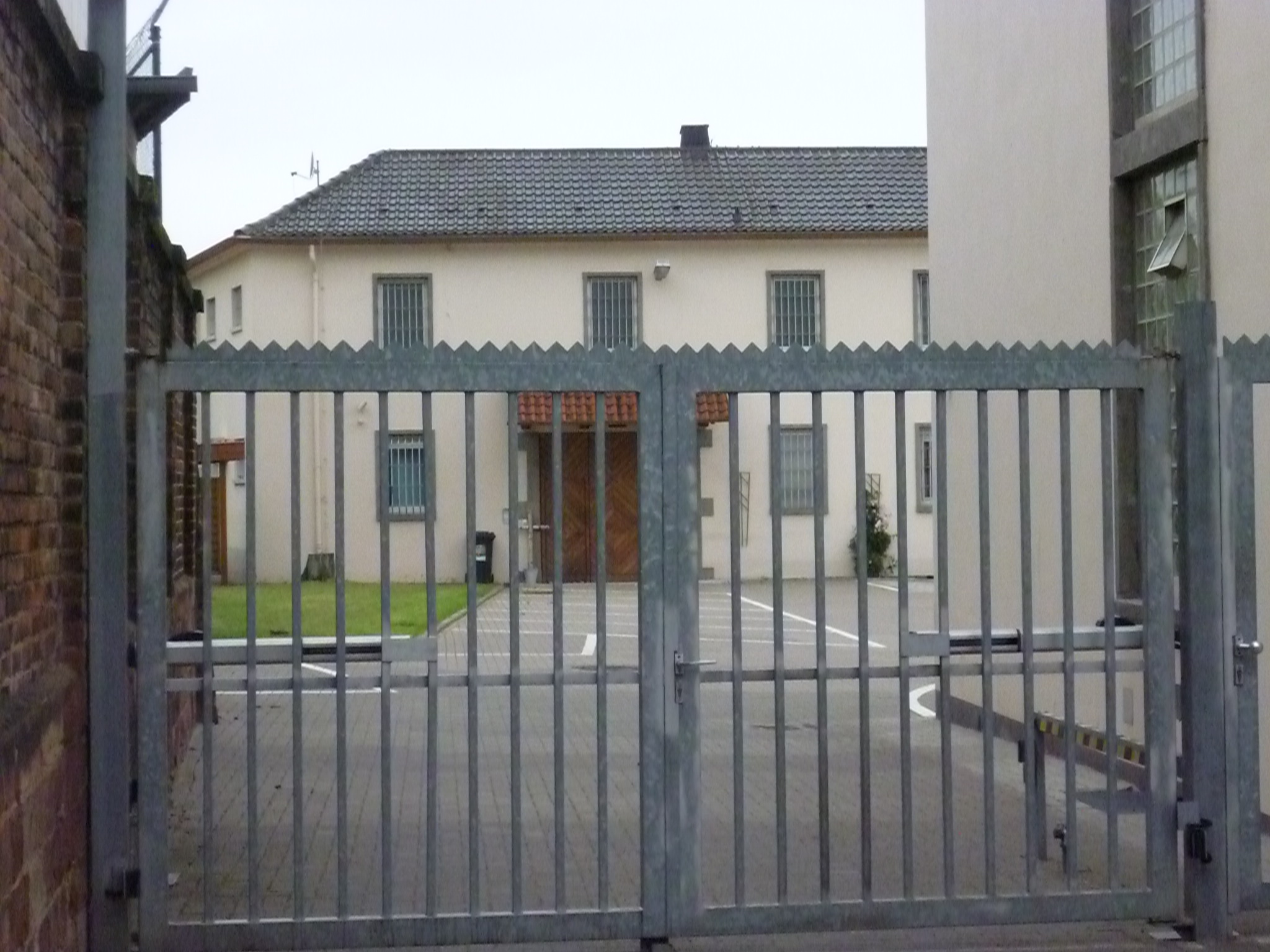
JVA Neunkirchen nach der Schließung

Die JVA Neunkirchen war eine Justizvollzugsanstalt im Saarland.

## Geschichte
Die Justizvollzugsanstalt Neunkirchen war neben der Justizvollzugsanstalt Saarbrücken und der Justizvollzugsanstalt Ottweiler eines der drei Gefängnisse des Saarlandes. Die JVA hatte zwei Außenstellen in St. Ingbert und Saarlouis. Sie war die jüngste Einrichtung des Strafvollzugs und wurde 1952 fertiggestellt. Das Gebäude ist an das Amtsgericht Neunkirchen angeschlossen. Seit November 1987 ist die Anstalt dem offenen Vollzug vorbehalten. Insgesamt waren 145 Haftplätze vorhanden, wobei in Neunkirchen 53, in St. Ingbert 42 und in Saarlouis 50 Haftplätze belegt wurden. Die Schließung der JVA Neunkirchen mit ihren beiden Außenstellen erfolgte am 1. Juli 2011 im Rahmen einer Reform des saarländischen Strafvollzugs. Der Vollzug wurde an die JVA Ottweiler übergeben, die vorher dem Jugendvollzug vorbehalten war. Die Teilanstalt Neunkirchen wurde bis auf weiteres geschlossen und die Teilanstalt St. Ingbert vollständig aufgelöst. Die Teilanstalt Saarlouis wird als Außenstelle der JVA Ottweiler weitergeführt.

## Außenstelle Saarlouis
Die Teilanstalt Saarlouis wurde um 1900 am Längsflügel des Amtsgerichts Saarlouis errichtet und diente bis 1945 als Gerichtsgefängnis. Nach dem Zweiten Weltkrieg wurde es als Frauenvollzugsanstalt weitergeführt. 1971 bis 1987 war die Anstalt Außenstelle der Justizvollzugsanstalt Saarbrücken und kam anschließend verwaltungsrechtlich zur JVA Neunkirchen.

## Außenstelle St. Ingbert
Das 1882 errichtete Gebäude diente zunächst als bayrische Berufsschule und wurde um die Jahrhundertwende 1900 zum Amtsgerichtsgefängnis umfunktioniert. 1980 wurde es als Außenstelle der JVA Saarbrücken geführt und kam im November 1987 zur JVA Neunkirchen.